# Judô na Universíada de Verão de 2007
O judô na Universíada de Verão de 2007 foi disputado no Ginásio 4 da Thammasat University em Banguecoque, Tailândia entre 13 e 17 de agosto de 2007.

## Medalhistas
Esse foram os resultados dos medalhistas do judô na Universíada de Verão de 2007:

### Masculinos
| Evento  | Ouro | Prata | Bronze |
| ------- | --- | --- | --- |
| -60 kg  | KOR Cho Nam-Suk | UKR Maxim Korotun | IRI Mostafa Dalirian |
| -60 kg  | KOR Cho Nam-Suk | UKR Maxim Korotun | RUS Nazir Kishmakov |
| -66 kg  | AZE Ramil Gasimov | ESP Sugoi Uriarte | ITA Alessandro Bruyere |
| -66 kg  | AZE Ramil Gasimov | ESP Sugoi Uriarte | ARM Armen Nazaryan |
| -73 kg  | JPN Masahiko Otsuka | KOR Kim Jae-Bum | RUS Baitraz Kaitmazov |
| -73 kg  | JPN Masahiko Otsuka | KOR Kim Jae-Bum | MDA Sergiy Toma |
| -81 kg  | GEO Grigol Shinjikashvili | KOR Kim Min-Kyu | JPN Hirotaka Kato |
| -81 kg  | GEO Grigol Shinjikashvili | KOR Kim Min-Kyu | UZB Farmon Kabulov |
| -90 kg  | UZB Khurshid Nabiev | FRA Nicolas Brisson | LTU Karolis Bauza |
| -90 kg  | UZB Khurshid Nabiev | FRA Nicolas Brisson | RUS Dmitri Gerasimenko |
| -100 kg | JPN Takamasa Anai | CMR Frank Ewane Moussima | KOR Kim Jung-Hoon |
| -100 kg | JPN Takamasa Anai | CMR Frank Ewane Moussima | LTU Egidijus Zilinskas |
| +100 kg | KOR Kim Sung-Bum | RUS Dmitry Sterkhov | IRI Saeed Khosravinejad |
| +100 kg | KOR Kim Sung-Bum | RUS Dmitry Sterkhov | KAZ Yerbolat Yussupov |
| Aberto  | JPN Satoshi Ishii | SRB Aleksandar Petkovic | UKR Vitaliy Polyanskyy |
| Aberto  | JPN Satoshi Ishii | SRB Aleksandar Petkovic | GEO Adam Okroashvili |
| Equipe  | JPN Japão Satoshi Ishii Shinya Katabuchi Takamasa Anai Hirotaka Kato Masahiko Otsuka Toshiaki Umetsu Hiroaki Hiraoka Mai Tateyama | FRA França Jeremy Cadoux Duc Jordan Amoros Frederic Lecanu Thierry Fabre Mickael Remilien Antoine Jeannin Jerome Wustner Nicolas Brisson | RUS Rússia Dmitry Gerasimenko Batradz Kaytmazov Askhab Kostoev Aleksey Gladkov Ivan Nifontov Dmitry Sterkhov Nazir Kishmakhov Mansur Isaev |
| Equipe  | JPN Japão Satoshi Ishii Shinya Katabuchi Takamasa Anai Hirotaka Kato Masahiko Otsuka Toshiaki Umetsu Hiroaki Hiraoka Mai Tateyama | FRA França Jeremy Cadoux Duc Jordan Amoros Frederic Lecanu Thierry Fabre Mickael Remilien Antoine Jeannin Jerome Wustner Nicolas Brisson | KOR Coreia do Sul Cho Nam Suk Kim Kwang Sub Kim Jae Bum Kim Min Gyu Choi Cheon Kim Jung Hoon Kim Sung Bum Baeg Chul Sung                   |

### Femininos
| Evento | Ouro | Prata | Bronze |
| ------ | --- | --- | --- |
| -48 kg | JPN Tomoko Fukumi                                                                                                  | RUS Natalia Kondratieva | GER Séverine Pesch |
| -48 kg | JPN Tomoko Fukumi                                                                                                  | RUS Natalia Kondratieva | ALG Meriem Moussa |
| -52 kg | MGL Bundmaa Munkhbaatar                                                                                            | KOR Lee Jee-Hae | POL Iwona Machalek |
| -52 kg | MGL Bundmaa Munkhbaatar                                                                                            | KOR Lee Jee-Hae | ARM Anush Hakobyan |
| -57 kg | JPN Nae Udaka | ESP Yahaira Aguirre | PRK Choe Kyong-Sil |
| -57 kg | JPN Nae Udaka | ESP Yahaira Aguirre | KOR Kim Mee-Hwa |
| -63 kg | FRA Emmanuelle Payet                                                                                               | TPE Wang Chin-Fang | AUT Hilde Drexler |
| -63 kg | FRA Emmanuelle Payet                                                                                               | TPE Wang Chin-Fang | RUS Marta Labazina |
| -70 kg | JPN Yoriko Kunihara                                                                                                | KOR Park Ka-Yeon | CAN Cathérine Roberge |
| -70 kg | JPN Yoriko Kunihara                                                                                                | KOR Park Ka-Yeon | ITA Erica Barbieri |
| -78 kg | JPN Sayaka Anai | KOR Lee So-Yeon | FRA Lucie Louette |
| -78 kg | JPN Sayaka Anai | KOR Lee So-Yeon | CAN Marylise Lévesque |
| +78 kg | CHN Wen Tong | TUR Belk?z Zehra Kaya | RUS Natalia Sokolova |
| +78 kg | CHN Wen Tong | TUR Belk?z Zehra Kaya | JPN Mika Sugimoto |
| Aberto | CHN Huanyuan Liu                                                                                                   | KOR Lee Jung-Eun | FRA Sedrine Portet |
| Aberto | CHN Huanyuan Liu                                                                                                   | KOR Lee Jung-Eun | JPN Mai Tateyama |
| Equipe | JPN Japão Mika Sugimoto Sayaka Anai Yoriko Kunihara Moe Kawasaki Nae Udaka Tomoko Fukumi Nozomi Hirai Mai Tateyama | FRA França Lucie Louette Delphine Delsalle Emilie Andeol Laetitia Payet Sarah Loko Emmanuelle Payet Sandrine Portet Magali Leguay | KOR Coreia do Sul Jung Ji Sun Kim Mee Hwa Lee Je Hee You Mee Won Lee So Yeon Jung Ji Won Lee Jung Eun Park Ka Yeon                             |
| Equipe | JPN Japão Mika Sugimoto Sayaka Anai Yoriko Kunihara Moe Kawasaki Nae Udaka Tomoko Fukumi Nozomi Hirai Mai Tateyama | FRA França Lucie Louette Delphine Delsalle Emilie Andeol Laetitia Payet Sarah Loko Emmanuelle Payet Sandrine Portet Magali Leguay | RUS Rússia Irina Zabludina Nataly Sokolova Nataliya Kondrateva Marta Labazina Natalia Burova Flora Mkhitaryan Alana Kanteeva Liudmila Alparova |

## Quadro de medalhas
| Ordem | País                | Medalha de ouro | Medalha de prata | Medalha de bronze |    |
| ----- | ------------------- | --------------- | ---------------- | ----------------- | -- |
| 1     | JPN Japão           | 9               |                  | 3                 | 12 |
| 2     | KOR Coreia do Sul   | 2               | 6                | 4                 | 12 |
| 3     | CHN China           | 2               |                  |                   | 2  |
| 4     | FRA França          | 1               | 3                | 2                 | 6  |
| 5     | GEO Geórgia         | 1               |                  | 1                 | 2  |
| 5     | UZB Uzbequistão     | 1               |                  | 1                 | 2  |
| 7     | AZE Azerbaijão      | 1               |                  |                   | 1  |
| 7     | MGL Mongólia        | 1               |                  |                   | 1  |
| 9     | RUS Rússia          |                 | 2                | 7                 | 9  |
| 10    | ESP Espanha         |                 | 2                |                   | 2  |
| 11    | UKR Ucrânia         |                 | 1                | 1                 | 2  |
| 12    | CMR Camarões        |                 | 1                |                   | 1  |
| 12    | SRB Sérvia          |                 | 1                |                   | 1  |
| 12    | TPE Taipé Chinês    |                 | 1                |                   | 1  |
| 12    | TUR Turquia         |                 | 1                |                   | 1  |
| 16    | ARM Armênia         |                 |                  | 2                 | 2  |
| 16    | CAN Canadá          |                 |                  | 2                 | 2  |
| 16    | IRI Irã             |                 |                  | 2                 | 2  |
| 16    | ITA Itália          |                 |                  | 2                 | 2  |
| 16    | LTU Lituânia        |                 |                  | 2                 | 2  |
| 21    | ALG Argélia         |                 |                  | 1                 | 1  |
| 21    | AUT Áustria         |                 |                  | 1                 | 1  |
| 21    | GER Alemanha        |                 |                  | 1                 | 1  |
| 21    | KAZ Cazaquistão     |                 |                  | 1                 | 1  |
| 21    | MDA Moldávia        |                 |                  | 1                 | 1  |
| 21    | PRK Coreia do Norte |                 |                  | 1                 | 1  |
| 21    | POL Polônia         |                 |                  | 1                 | 1  |
|       | Total               | 18              | 18               | 36                | 72 |